# Lindsey Ginter
Lindsey Lee Ginter (* 13. Dezember 1950 in Alameda, Kalifornien; † 1. September 2024) war ein US-amerikanischer Schauspieler und Regisseur mit einer langjährigen Karriere auf der Bühne und vor der Kamera.

## Leben und Karriere
Ginter wurde im kalifornischen Alameda geboren und absolvierte die California State University in Los Angeles.
Er begann seine Schauspielkarriere am Theater; so war er Ende der 1970er-Jahre in Broadway- und Off-Broadway-Aufführungen von Hamlet, Maria Stuart sowie Lanford Wilsons Fifth of July sowie Talley & Son (auch: A Tale Told) in New York City zu sehen.
Ab 1983 lebte er in Los Angeles, zuletzt in Long Beach. Einen ersten Auftritt vor der Kamera hatte er 1983 in der Rolle des John Rayborn in James Goldstones biografischen Fernsehfilm über Rita Hayworth, Rita Hayworth: The Love Goddess, an der Seite von Lynda Carter.
Ab Anfang der 1990er-Jahre folgten Auftritte in zahlreichen Fernsehserien und Fernsehfilmen. Unter anderem hatte er wiederkehrende Rollen als Attentäter der Regierung in Akte X – Die unheimlichen Fälle des FBI und als Sam Austen, Kate Austens Vater, in Lost. Er war auch als Nebendarsteller in Filmen wie Blood in, Blood out – Verschworen auf Leben und Tod, Beverly Hills Cop III, Gattaca, Das Mercury Puzzle, Pearl Harbor (als Alan G. Kirk), S.W.A.T. – Die Spezialeinheit, Transformers 3, Argo und Hitchcock zu sehen. Ab 2011 war er auch in Kurzfilmen zu sehen, zuletzt 2018 in City of Ticks.
Neben der Arbeit vor der Kamera war Ginter, der Mitglied der US-amerikanischen Theater-Schauspielergewerkschaft Actors’ Equity Association, der SAG-AFTRA und der ACTRA war, Ensemble-Mitglied der Circle Repertory Company in New York City und der Circle West Group in Los Angeles. Er unterrichtete auch Schauspiel an der California State University und am Long Beach City College.
Im Jahr 2017 produzierte Ginter Amy Herzogs After The Revolution am Pacific Resident Theatre in Los Angeles; bei dem Bühnenstück führte er auch Regie. Seit 2019 lebte Ginter in Cocoa Beach im US-Bundesstaat Florida und zog sich weitestgehend von der aktiven Schauspielerei zurück. Seinen letzten Auftritt vor der Kamera hatte er 2021 in The Believer.

## Deutsche Synchronisation
Im deutschen Sprachraum hatte Ginter keinen Standardsprecher und wurde unter anderem von Sven Brieger, Ulrich Frank, Dirk Galuba, Ingolf Gorges, Gudo Hoegel, Andreas Hosang, Klaus-Dieter Klebsch, Crock Krumbiegel, Reinhard Kuhnert, Klaus Lochthove, Holger Mahlich, Dieter Memel, Andreas Müller, Wolfgang Müller, Hans Nitschke, Gerald Paradies, Olaf Reichmann, Peter Reinhardt, Reinhard Scheunemann, Rüdiger Schulzki, Jan Spitzer, Karl Sturm und Volker Wolf synchronisiert.

## Filmografie (Auswahl)

### Film
- 1983: Rita Hayworth: The Love Goddess (Fernsehfilm)
- 1992: Belagerung ohne Gnade (In the Line of Duty: Siege at Marion; Fernsehfilm)
- 1992: Mut zur Liebe (Getting Up and Going Home; Fernsehfilm)
- 1993: Blood in, Blood out – Verschworen auf Leben und Tod
- 1993: Die Hölle in mir (Darkness Before Dawn; Fernsehfilm)
- 1994: Beverly Hills Cop III
- 1995: Timemaster – Aus der Zukunft zurück (Timemaster)
- 1995: Criminal Passion (Eye of the Stalker; Fernsehfilm)
- 1996: Mercenary
- 1997: Semi Automatic (The Outsider; Fernsehfilm)
- 1997: Mars – The Dark Secret
- 1997: Gattaca
- 1997: Trust – Der Preis des Überlebens (Acts of Betrayal)
- 1998: Das Mercury Puzzle
- 2001: Pearl Harbor
- 2003: S.W.A.T. – Die Spezialeinheit
- 2005: The L.A. Riot Spectacular
- 2010: Radio Free Albemuth
- 2011: Transformers 3
- 2011: Admissions (Kurzfilm)
- 2012: Argo
- 2012: Hitchcock
- 2013: Dead Space 3 (Videospiel)[12]
- 2014: Beneath Existence (Kurzfilm)[12]
- 2014: Atlas Shrugged Part III: Who Is John Galt?
- 2015: Forgiveness
- 2015: The Evil Gene
- 2016: Diamond (Kurzfilm)[12]
- 2017: Nano (Kurzfilm)
- 2018: City of Ticks (Kurzfilm)
- 2021: The Believer

### Fernsehen
- 1991: Unter der Sonne Kaliforniens
- 1991: Over My Dead Body
- 1991: Jake und McCabe – Durch dick und dünn
- 1991: Palm Beach-Duo
- 1991: Eerie, Indiana
- 1991–1992: Das Gesetz der Straße
- 1992: Hat Squad (The Hat Squad)
- 1992: Die Staatsanwältin und der Cop (Reasonable Doubts)
- 1993: L.A. Law – Staranwälte, Tricks, Prozesse
- 1993: Trade Winds (Miniserie)
- 1994: Lederstrumpf (Hawkeye)
- 1994: Akte X – Die unheimlichen Fälle des FBI
- 1994–1996: Renegade – Gnadenlose Jagd
- 1994–1998: Walker, Texas Ranger
- 1995: Melrose Place
- 1995: Tödliches Spiel (Deadly Games)
- 1995: Invaders – Invasion aus dem All (The Invaders; Miniserie)
- 1997: JAG – Im Auftrag der Ehre
- 1997: Hercules
- 1997: New York Cops – NYPD Blue
- 1997: Dark Skies – Tödliche Bedrohung
- 1998: Pensacola – Flügel aus Stahl
- 1998: Brooklyn South
- 1998: X-Factor: Das Unfassbare
- 1998: Practice – Die Anwälte
- 1999: Pretender
- 1999: Profiler
- 2000: Star Trek: Raumschiff Voyager
- 2000: Highway to Hell – 18 Räder aus Stahl (18 Wheels of Justice)
- 2000: The District – Einsatz in Washington
- 2003: Alias – Die Agentin
- 2003: Six Feet Under – Gestorben wird immer
- 2004: Angel – Jäger der Finsternis
- 2004: Für alle Fälle Amy
- 2004: Malcolm mittendrin
- 2005: Without a Trace – Spurlos verschwunden
- 2005: CSI: Vegas
- 2005–2006: Lost
- 2011: Shameless – Nicht ganz nüchtern
- 2011: Rizzoli & Isles
- 2011: Criminal Minds
- 2013: Cleaners
- 2016: Bates Motel
- 2017: Hidden America with Jonah Ray

## Theater (Auswahl)
- 1979: Hamlet (Circle Theatre, Off-Broadway, New York City)[4]
- 1979: Mary Stuart (Circle Theatre, Off-Broadway, New York City)[4]
- 1980–1981: Fifth of July (New Apollo Theatre, Broadway, New York City)[5][6]
- 1981: A Tale Told (Circle Theatre, Off-Broadway, New York City)[4]
- 2000: The Man Who Had All the Luck (Antaeus Company, Los Angeles)[3]
- 2001: Five Mojo Secrets White Bird (Los Angeles)[3]
- 2007: Faust (The Artists’ Collective, California State University, Los Angeles)[3]
- Exploding Mother (Blank Theatre Company, Los Angeles)[3]
- 2013: The Grapes of Wrath (A Noise Within, Pasadena)[12][13]
- 2013: The Foreigner (Pacific Resident Theatre, Los Angeles)[12][14]
- 2017: After the Revolution (Pacific Resident Theatre, Los Angeles)[9]